# Władysław Mosiewicz
Władysław Mosiewicz (ur. 27 maja 1880 w maj. Kiengi, zm. po 1939) – tytularny pułkownik kawalerii Wojska Polskiego, kawaler Orderu Virtuti Militari.

## Życiorys
Urodził się 27 maja 1880 w majątku Kiengi, w ówczesnej w guberni kowieńskiej, w rodzinie Feliksa, adwokata i Stefanii z domu Szyłejko. Był starszm bratem Witolda (ur. 1888), rotmistrza rezerwy Wojska Polskiego, kwalera Orderu Virtuti Militari. Dzieciństwo spędził na wsi. Mając lat 10 wstąpił do Jarosławskiego Korpusu Kadetów w Jarosławiu. Na stopień podoficera został mianowany ze starszeństwem z 7 sierpnia 1898. Później został przyjęty do Jelizawietgradzkiej Szkoły Junkrów Kawalerii. 23 marca 1903, po ukończeniu szkoły, został mianowany kornetem ze starszeństwem z 5 września 1902 i wcielony do 5 kurlandzkiego pułku dragonów Lejbgwardii, który w 1907 został przemianowany na 2 kurlandzki pułk ułanów Lejbgwardii. 9 czerwca 1904 został przemianowany na chorążego. 2 listopada tego roku został mianowany setnikiem, a 5 lutego 1906 przemianowany na porucznika. W latach 1904–1905 walczył na wojnie rosyjsko-japońskiej. 27 lutego 1911 został awansowany na sztabsrotmistrza ze starszeństwem z 2 listopada 1909. 5 grudnia 1913 objął dowództwo 5 szwadronu. 18 sierpnia 1914 został awansowany na rotmistrza ze starszeństwem z 2 listopada 1913. W szeregach pułku walczył podczas I wojny światowej. 4 maja 1916 został awansowany na podpułkownika ze starszeństwem z 25 grudnia 1915, a 12 października 1917 awansowany na pułkownika ze starszeństwem z 25 kwietnia 1917.
W 1917 wstąpił do I Korpusu Polskiego w Rosji. 20 listopada z rozkazu generała Józefa Dowbor-Muśnickiego wyjechał z Mińska z zadaniem werbowania do służby Polaków – żołnierzy rosyjskiego Korpusu Kawalerii Gwardii. W grudniu 1917 w majątku Antoniny kierował organizacją 2 pułku ułanów, pełniąc czasowo obowiązki dowódcy pułku. W styczniu 1918, po przybyciu pułkownika Stefana Suszyńskiego, objął obowiązki zastępcy dowódcy pułku. Wyróżnił się w końcu lutego 1918 dowodząc oddziałem kawalerii w walce o Starokonstantynów. 7 września 1921 były dowódca 2 pułku ułanów, generał podporucznik Stefan Suszyński sporządził „wniosek na odznaczenie orderem «Virtuti Militari»”, w którym napisał:

otrzymawszy od dowódcy pułku w lutym 1918 rozkaz uderzenia na zbierające się od strony Starokonstantynowa bliżej nieokreślone sił bolszewickie, celem udaremnienia koncentracji i zabezpieczenia od ciągłych napaści rejonu garnizonu Antonin, pułkownik Mosiewicz w brawurowej akcji kawaleryjskiej przeprowadził błyskawiczne uderzenie na nieprzyjaciela, osobistą odwagą i własnym przykładem przyczyniając się do rozbicia znacznych oddziałów piechoty. Pędząc przed sobą zdemoralizowanego wroga i mając wiadomości o zbliżaniu się i zamierzonym ataku na Starokonstantynów oddziałów III Korpusu Polskiego, znakomicie wykorzystał okazję, ogarniając i z minimalnymi stratami, zajmując na czele 3 szwadronu 2 pułku ułanów olbrzymi garnizon nieprzyjacielski Starokonstantynów. Rezultatem akcji było zdobycie niedających się nawet w przybliżeniu obliczyć zapasów intendenckich, broni i amunicji, które w olbrzymi sposób przyczyniły się do wyekwipowania i uzbrojenia znajdującego się w stadium organizacji pułku.

20 marca 1919 objął dowództwo 3 pułku ułanów wielkopolskich, późniejszego 17 pułku ułanów i sprawował je do 12 marca 1920. 23 maja 1919 Komisariat Naczelnej Rady Ludowej przyjął go do Sił Zbrojnych Polskich w byłym zaborze pruskim z byłego I Korpusu Polskiego i mianował pułkownikiem w kawalerii ze starszeństwem z 1 maja 1914, a głównodowodzący przydzielił do dowództwa 3 pułku ułanów wielkopolskich licząc mu służbę od 8 lutego 1919. 30 października 1919 został przyjęty do Wojska Polskiego z tymczasowym zatwierdzeniem stopnia pułkownika nadanego przez Naczelną Radę Ludową w Poznaniu. 5 marca 1920 dowódca Frontu Wielkopolskiego wyznaczył go czasowo do zatwierdzenia dowódcą Brygady Jazdy Wielkopolskiej. 7 kwietnia 1920 Naczelny Wódz mianował go dowódcą 7 Brygady Jazdy. 20 maja 1920 został zwolniony ze stanowiska dowódcy brygady i oddany do dyspozycji Ministerstwa Spraw Wojskowych. 11 czerwca 1920 został zatwierdzony z dniem 1 kwietnia 1920 w stopniu podpułkownika, w kawalerii, w grupie oficerów byłych Korpusów Wschodnich i byłej armii rosyjskiej. 21 czerwca tego roku minister spraw wojskowych zezwolił mu „korzystać tytularnie ze stopnia pułkownika”. 8 lipca 1920 został mianowany sztabowym oficerem inspekcyjnym jazdy przy Dowództwie Okręgu Generalnego Grodno. 14 października 1920 został zwolniony ze stanowiska dowódcy 9 Brygady Jazdy.
1 czerwca 1921 pełnił służbę w Komendzie Uzupełnień Koni w Kowlu na stanowisku komendanta, a jego oddziałem macierzystym był 17 pułk ułanów. 3 maja 1922 został zweryfikowany w stopniu podpułkownika ze starszeństwem od 1 czerwca 1919 i 10. lokatą w korpusie oficerów jazdy (od 1924 – kawalerii). W tym samym roku został przydzielony do Komendy Uzupełnień Koni Nr 11 w Częstochowie na stanowisko komendanta. W czerwcu 1926 został przydzielony do dyspozycji dowódcy Okręgu Korpusu Nr IV z pozostawieniem w garnizonie Częstochowa. Z dniem 30 listopada 1926 został przeniesiony w stan spoczynku. W 1928 przeprowadził się z Krotoszyna do Poznania. Od 12 maja 1932 zamieszkiwał przy ul. Dolna Wilda 71 m. 2. W 1934, jako oficer stanu spoczynku pozostawał w ewidencji Powiatowej Komendy Uzupełnień Poznań Miasto. Posiadał przydział do Oficerskiej Kadry Okręgowej Nr VII. Był wówczas „przewidziany do użycia w czasie wojny”.
Był żonaty z Zenoną (Zinaidą) Kasatkiną primo voto Sandecką (ur. 5 kwietnia 1891). W czasie okupacji niemieckiej oboje zostali wysiedleni z Kraju Warty. Na Cmentarzu Wojskowym na Powązkach (kwatera B12, rząd 1, grób 21) znajduje się grób Wacława (?) Mosiewicza (ur. 27 maja 1880, zm. 21 lipca 1944).

## Ordery i odznaczenia
- Krzyż Srebrny Orderu Wojskowego Virtuti Militari nr 6687 – 10 maja 1922[38][39][40][41]
- Medal Zwycięstwa („Médaille Interalliée”) – 1925[42]

rosyjskie
- Order Świętego Stanisława 2 stopnia z mieczami i kokardą – 1905[1]
- Order Świętej Anny 3 stopnia z mieczami i kokardą – 1905[1]
- Order Świętego Stanisława 3 stopnia z mieczami i kokardą – 1904[1]
- Order Świętej Anny 4 stopnia z napisem na szabli „Za odwagę” – 1904[1]